# Varicorhinus beso
Varicorhinus beso är en fiskart som beskrevs av Rüppell, 1835. Varicorhinus beso ingår i släktet Varicorhinus och familjen karpfiskar. IUCN kategoriserar arten globalt som livskraftig. Inga underarter finns listade i Catalogue of Life.